# Schmithof
Schmithof ist ein ländlicher Ortsteil der Stadt Aachen in Nordrhein-Westfalen.

## Geografie
Der Ort liegt knapp zwei Kilometer östlich der Staatsgrenze zu Belgien im Vennvorland zwischen Walheim und Sief auf einer Höhe bis zu 300 m ü. NN. Südlich fällt das Gelände zum Tal der Inde ab und steigt dann zu der Nordeifel hin an.
Das Siedlungsgebiet liegt östlich und nördlich einer Kurve der Bundesstraße 258, die dort Monschauer Straße heißt. Der Ort wird durchquert von der Trasse der Vennbahn, die bei Schmithof zweigleisig verlief. Eines der beiden Gleise wurde abgebaut und ist Teil des Fernradwegs Vennbahn von Aachen bis nach Luxemburg. Der größte Teil des Siedlungsgebiets ist als Wasserschutzgebiet deklariert.

## Geschichte

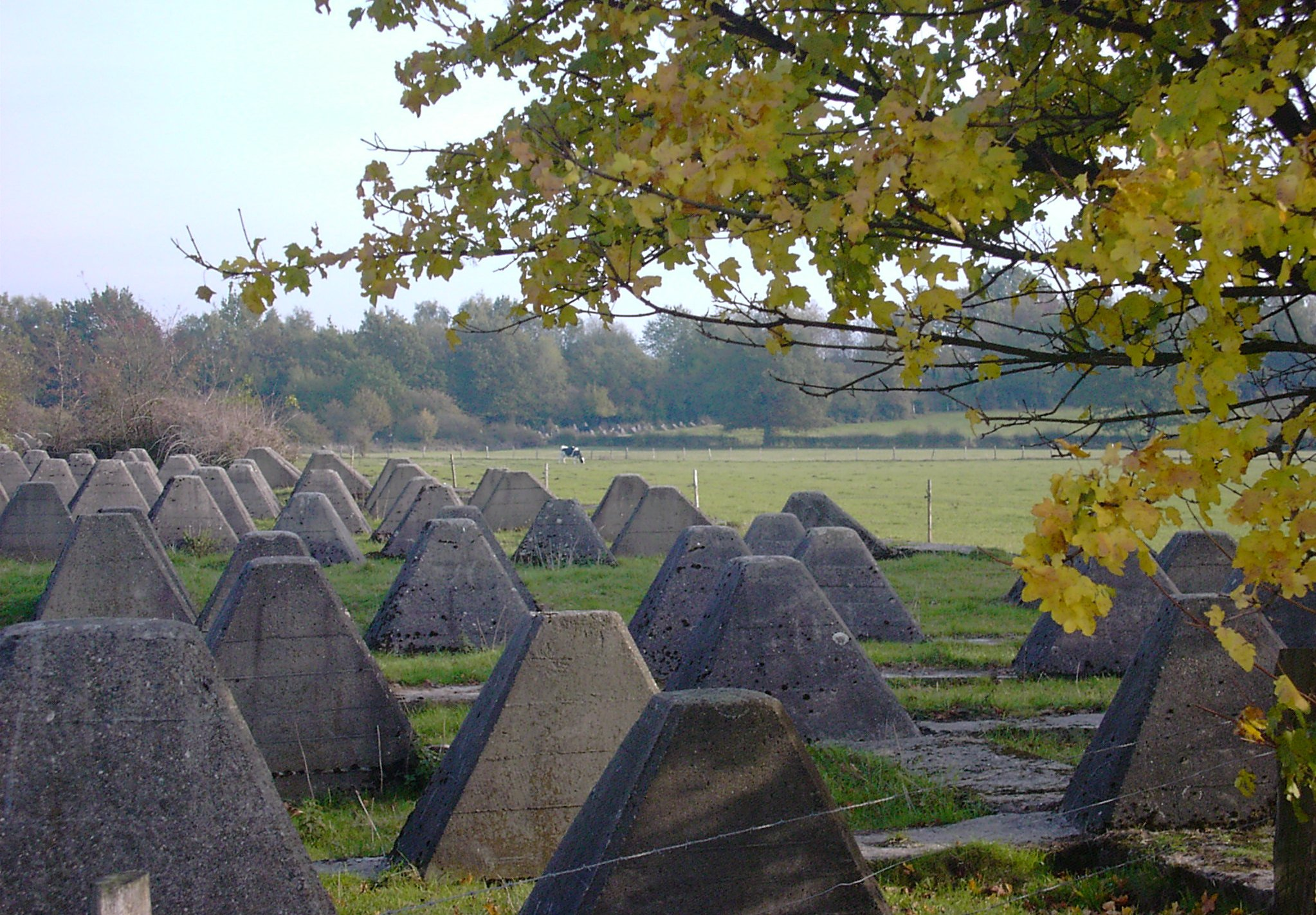
Westwall Schmithofer Weg

Schmithof wurde unter dem Namen „Zu der Schmitten“ erstmals 1478 urkundlich erwähnt. 1978 feierte der Ort sein 500-jähriges Bestehen. Mehrere Gebäude in der Ardennenstraße gehen bis auf das 18. Jahrhundert zurück. Die Schmithofer Kirche St. Joseph wurde ab 1892 erbaut und konnte 1904 geweiht werden.
Rund um Schmithof sind ortsnah Überreste mehrerer zum Kriegsende gesprengter Bunker des Westwalls zu finden. Auch ein längeres Stück Höckerlinie ist noch vorhanden.
Bis etwa in den 1930er-Jahren war der Ort Station der ehemaligen Aachener Kleinbahn-Gesellschaft, deren Linie S, ab 1909 Linie 25, von Raeren und Eynatten kommend über Sief und Schmithof nach Walheim – ab 1916 nur noch zwischen Sief und Walheim – führte und verstärkt für den Gütertransport genutzt werden konnte. Über diese Linie wurde unter anderem der Kalktransport aus dem ehemaligen Steinbruch und den zwischenzeitlich stillgelegten Kalkwerken Schmithof abtransportiert. Heute ist das Areal ein Wasser- und Naturschutzgebiet, lediglich der Kalkofen mit Auffahrtsrampe sowie der Straßenbahndamm und die Verladerampe lassen sich noch gut erkennen.
Schmithof gehörte ehemals zur Gemeinde Walheim und ist seit der kommunalen Neugliederung zum 1. Januar 1972 als südlichste Ortschaft des Stadtbezirks Kornelimünster/Walheim zum Gebiet der Stadt Aachen eingemeindet worden.

## Infrastruktur und Verkehr

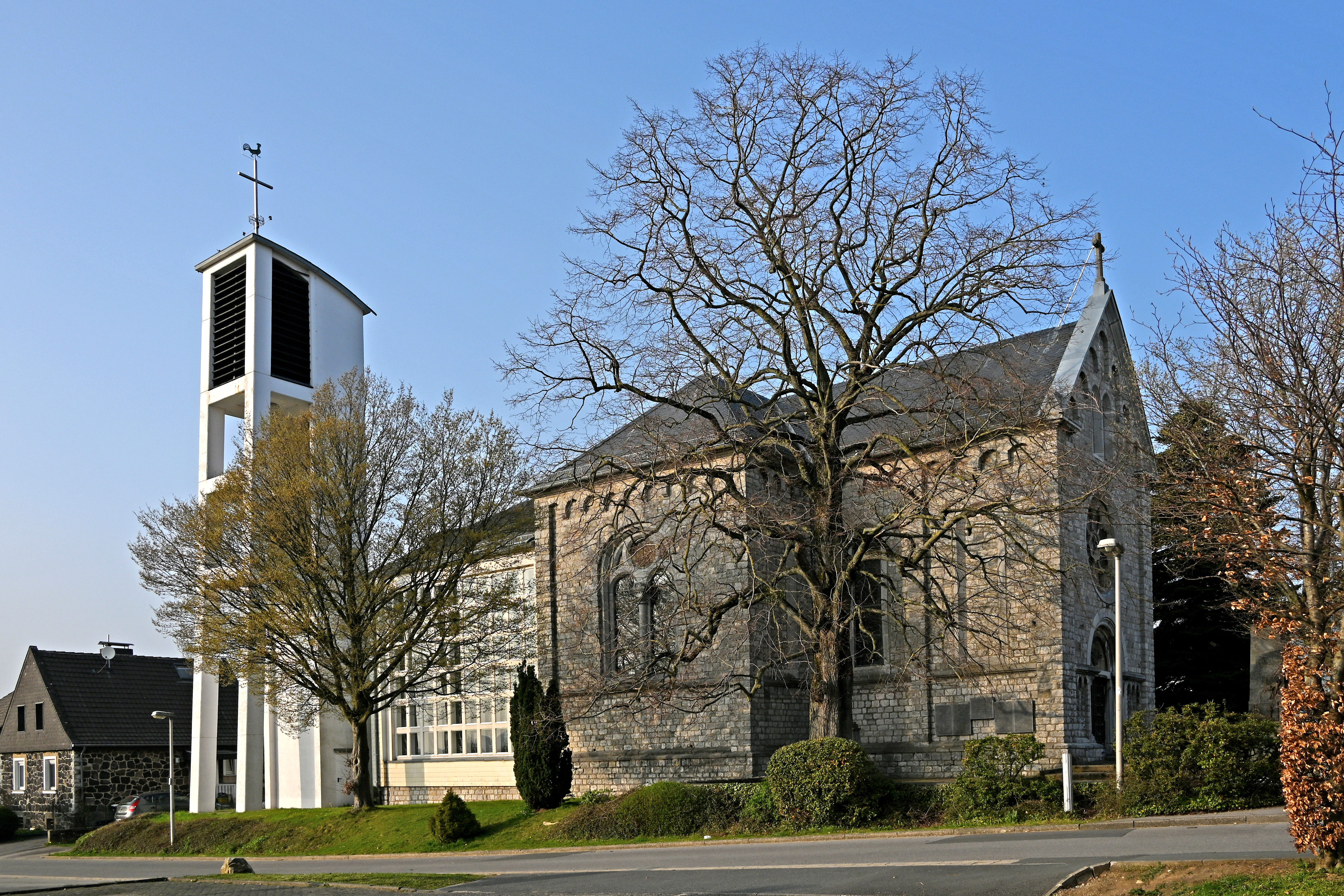
St. Josef, Schmithof

Schmithof ist mit Walheim über die K 14, Schmithofer Straße, verbunden, die Ortsausgangs sowohl direkt als auch über die Frennet- bzw. Ardennenstraße auf die B 258 stößt. Im Ort selbst gibt es keine Einkaufsmöglichkeiten und Gastronomiebetriebe sind ebenfalls nicht vorhanden. Es existieren jedoch eine Kindertagesstätte sowie eine Leihbücherei, die ehrenamtlich getragen wird. Die frühere Grundschule ist seit längerer Zeit geschlossen.
In der Ardennenstraße gibt es einen Briefkasten mit täglicher Leerung. Neben Sief sollte Schmithof Ende 2016 einer der beiden letzten Ortsteile der Stadt Aachen sein, die noch nicht an das Hochgeschwindigkeitsinternetnetz angebunden waren.

### Vennbahn

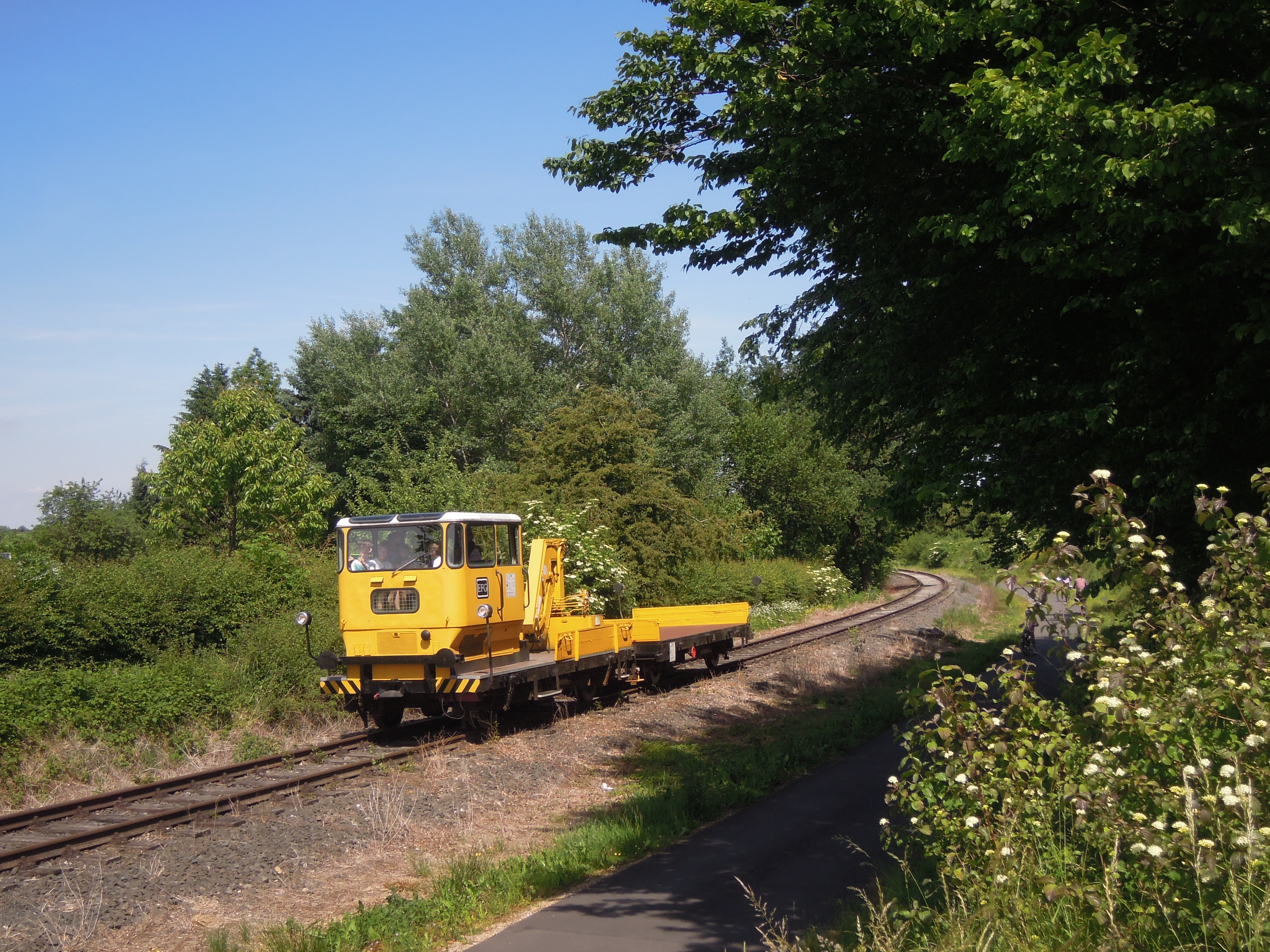
Vennbahn bei Schmithof: Links das verbliebene Gleis, rechts der Vennbahnradweg

Neben der Bahntrasse, die über 100 Jahre Aachen mit Luxemburg verband, verläuft heute ein beliebter Radwanderweg der durch Schmithof führt. Der Vennbahnradweg ist mit seiner 125 km langen Strecke einer der längsten Bahntrassenradwege Europas. Der euregionale Radwanderweg führt durch Deutschland, Belgien und Luxemburg. Mit einer durchschnittlichen Steigung von 2 % ist die Strecke auch für ungeübte Radfahrer gut geeignet.

### Busverkehr
Die AVV-Buslinie 16 der ASEAG verbindet Schmithof mit Walheim, Aachen-Mitte und Sief. Darüber hinaus verbindet die Linie 11 an unterschiedlichen Tagen zu unterschiedlichen Zeiten Schmithof mit dem Aachener Waldfriedhof und mit der Schule in Sief sowie an Wochenenden der NetLiner Aachen-Süd die Orte Walheim, Friesenrath, Sief, Schmithof und Lichtenbusch.
| Linie | Verlauf |
| ----- | --- |
| 11    | Walheim Hasbach – Walheim – Nütheim – Schleckheim – Oberforstbach / Oberforstbach Gewerbegebiet – Lichtenbusch – Waldfriedhof – Burtscheid – Marienhospital – Aachen Hbf – Misereor – Elisenbrunnen – Aachen Bushof – Ludwig Forum – Talbot – Haaren – Würselen Kaninsberg – Weiden – Vorweiden – Linden-Neusen – (Broich –) Broicher Siedlung – Blumenrath – Montanstraße – Mariadorf – Hoengen |
| 16    | Aachen Bushof – Bf Rothe Erde – Tierpark – Forster Linde – Lintert – Hitfeld – Oberforstbach – Schleckheim (– Pascalstr.) – Nütheim – Walheim – Schmithof – Sief (– Lichtenbusch) |

## Naturschutzgebiet

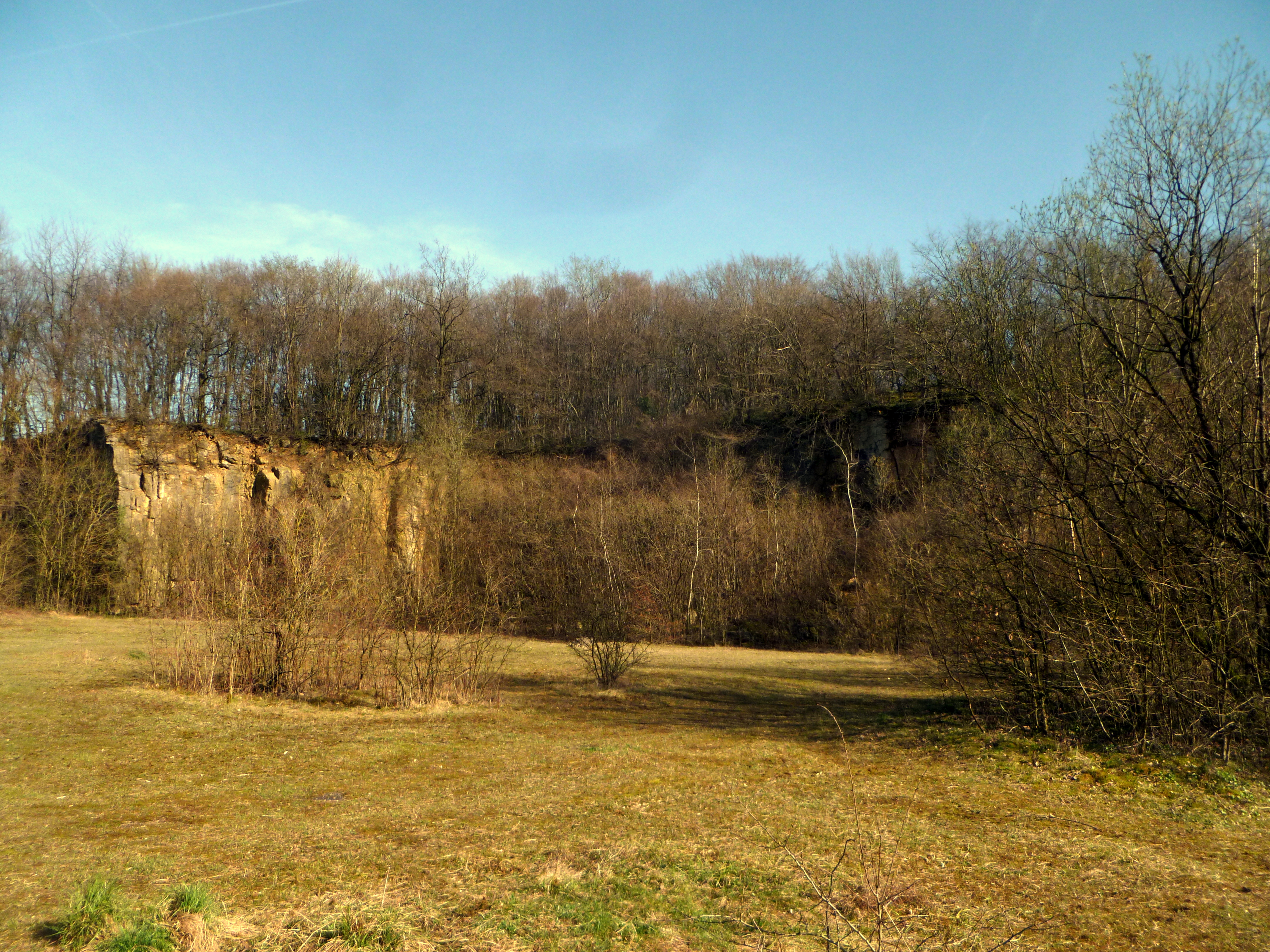
Ehem. Steinbruch im NSG Schmithof

Das 5 Hektar große Naturschutzgebiet Schmithof um den ehemaligen Kalksteinbruch gehört zu den bislang 12 ausgewiesenen Naturschutzgebieten der Stadt Aachen. Folgende Pflanzen findet man hier: Schmalblättriges Wollgras, Brennender Hasenfuß, Moorsegen, Torfmoose, Orchideen, Blutwurz, Siebenstern und Heidelbeere.